# Gmina Nowa Wieś Wielka
Die Gmina Nowa Wieś Wielka ist eine Landgemeinde im Powiat Bydgoski der Woiwodschaft Kujawien-Pommern in Polen. Sitz der Gemeinde ist das gleichnamige Dorf (deutsch Groß Neudorf) mit etwa 2500 Einwohnern, etwa 20 Kilometer südlich vom Zentrum von Bydgoszcz (Bromberg) gelegen.
Die Gemeinde hat eine Fläche von 148,5 km², 60 % sind Wald. Erholungsmöglichkeiten bietet der Jezioro Jezuickie (Jesuitensee), der mit seinen 147 Hektar Sandstrand gute Bedingungen für den Wassersport bietet.

## Gliederung
Zur Landgemeinde Nowa Wieś Wielka gehören folgende Ortschaften:
| polnischer Name  | deutscher Name (1815–1920 und 1939–1945) |
| ---------------- | ---------------------------------------- |
| Brzoza           | Hopfengarten                             |
| Dąbrowa Wielka   | Elsendorf                                |
| Dobromierz       | Königlich Brühlsdorf                     |
| Dziemionna       | Minutsdorf                               |
| Jakubowo         | Jakubowo (1906–1945 Jakobsdorf)          |
| Januszkowo       | Johannisthal                             |
| Kobylarnia       | Kobylarnia (1906–1945 Eichdorf)          |
| Kolankowo        | Kolankowo (1906–1945 Netzfeld)           |
| Leszyce          | Leschütz                                 |
| Nowa Wieś Wielka | Groß Neudorf (1942–1945 Großneudorf)     |
| Nowa Wioska      | Klein Neudorf (1942–1945 Kleinneudorf)   |
| Nowe Smolno      | Neu Smolno (1940–1945 Aumühlen)          |
| Olimpin          | Olempino                                 |
| Prądocin         | Adlig Brühlsdorf                         |
| Tarkowo Dolne    | Tarkowo Hauland (1906–1945 Tannhofen)    |

## Verkehr
Im Bahnhof Nowa Wieś Wielka zweigt die hier nurmehr im Güterverkehr betriebene Bahnstrecke Nowa Wieś Wielka–Gdynia von der Bahnstrecke Chorzów–Tczew ab.

## Persönlichkeiten
- Gustav von Kessel (1797–1857), geboren in Groß Neudorf, preußischer Generalmajor.